# Богданово (Богородский сельсовет)
Богданово — деревня в составе Богородского сельсовета в Воскресенском районе Нижегородской области.

## География
Находится в правобережье Ветлуги на расстоянии примерно 15 километров по прямой на юго-восток от районного центра поселка  Воскресенское.

## История
Деревня известна с начала XIX века. В 1859 году она входила в Макарьевский уезд Нижегородской губернии, и в ней было отмечено 28 дворов и 118 жителей. В 1911 году учтено 54 двора, в 1925 году 279 жителей.

## Население
Постоянное население составляло 145 человек (русские 98%) в 2002 году, 104 в 2010 году .